# Natalia Streignard
Natalia Streignardová (* 9. září 1970, Madrid, Španělsko) je venezuelská herečka. Na Slovensku a v České republice je známá z telenovel Má tlustá Valentýna, Osudová láska a La Tormenta: Pokušení lásky. Herectví se nevěnuje od roku 2011, kdy se jí narodil první syn.

## Životopis
Nataliin otec pochází z Německa a matka z Argentiny, nakonec se odstěhovali do Venezuely, kterou Natalia pokládá za svou vlast. Kariéru v showbyznysu začala neúspěšnou účastí v soutěži Miss Venezuela. Jen čistě ze zvědavosti se dodatečně přihlásila do televizního konkursu a nakonec získala hlavní roli v Sol de tentacion.
Svou ikonickou roli získala v roce 2002, kdy se stala tváří Valentiny Villanueva v novele Mi gorda bella. V novele si zahrála baculatou dívku, která hledá svou cestu za štěstím. Novela sklidila úspěch po celém světě.

## Osobní život
Natalia se 10. června 1999 provdala za kubánského herce Maria Cimmara, se kterým se seznámila při natáčení novely La mujer de mi vida. Pár se rozvedl v roce 2006.
O dva roky později se vdala podruhé za italského obchodníka Donata Calandrielleho, s nimž má v současnosti tři děti. První syn Jacques se jim narodil 13. ledna 2011, poté mají ještě dceru Giu (narozena 16. června 2014) a druhého syna Geanniho (narozen 9. ledna 2017).

## Filmografie
| Rok       | Novela               | Role                                                               |
| --------- | -------------------- | ------------------------------------------------------------------ |
| 2011      | Grach                | Ursula                                                             |
| 2008      | El Juramento         | Andrea Robles Conde de Landeros                                    |
| 2005      | La Tormenta          | María Teresa Montilla                                              |
| 2004      | ¡Anita, no te rajes! | Ariana Dupont Aristizábal de Contreras                             |
| 2002–2003 | Má tlustá Valentýna  | Valentina Villanueva Lanz de Villanueva / Bella de la Rosa Montiel |
| 2001      | La Niña de mis ojos  | Isabel Díaz Antoni                                                 |
| 2001      | Soledad              | Deborah Gutiérrez                                                  |
| 2000      | Mi destino eres tu   | Sofía Devesa Leyva                                                 |
| 1998      | La Mujer de mi vida  | Barbarita Ruiz de Montesinos                                       |
| 1996      | Sol de tentacion     | Sol Romero                                                         |
| 1995      | Dulce enemiga        | María Laura Andueza                                                |
| 1993      | Pedacito de Cielo    | Angelina                                                           |